# Bangally Sylla
Bangally Sylla – gwinejski piłkarz grający na pozycji lewoskrzydłowego. W swojej karierze rozegrał 27 meczów i strzelił 4 gole w reprezentacji Gwinei.

## Kariera klubowa
W latach 1973–1981 Sylla grał w klubie Hafia FC. Wywalczył z nim siedem tytułów mistrza Gwinei w latach 1973, 1974, 1975, 1976, 1977, 1978 i 1979, a także dwukrotnie wygrał Puchar Mistrzów w latach 1975 i 1977.

## Kariera reprezentacyjna
W reprezentacji Gwinei Sylla zadebiutował w 1974 roku. W tym samym roku był w kadrze Gwinei na Puchar Narodów Afryki 1974. Rozegrał w nim trzy mecze grupowe: z Zairem (1:2), w którym strzelił gola, z Mauritiusem (2:1) i z Kongiem (1:1).
W 1976 roku Sylla został powołany do kadry na Puchar Narodów Afryki 1976. Wystąpił w nim w pięciu meczach: grupowych z Egiptem (1:1), w którym strzelił gola z Etiopią (2:1) i z Ugandą (2:1), w którym strzelił gola oraz w grupie finałowej z Nigerią (1:1) i z Marokiem (1:1). Z Gwineą wywalczył wicemistrzostwo Afryki.
W 1980 roku Syllę powołano do kadry na Puchar Narodów Afryki 1980. Zagrał w nim w dwóch meczach grupowych: z Marokiem (1:1) i z Algierią (2:3). W kadrze narodowej grał do 1981 roku. Wystąpił w niej 27 razy i strzelił 4 gole.